# Grande traversée des Alpes
Pour les articles homonymes, voir GTA.
Ne doit pas être confondu avec Grande Traversata delle Alpi.

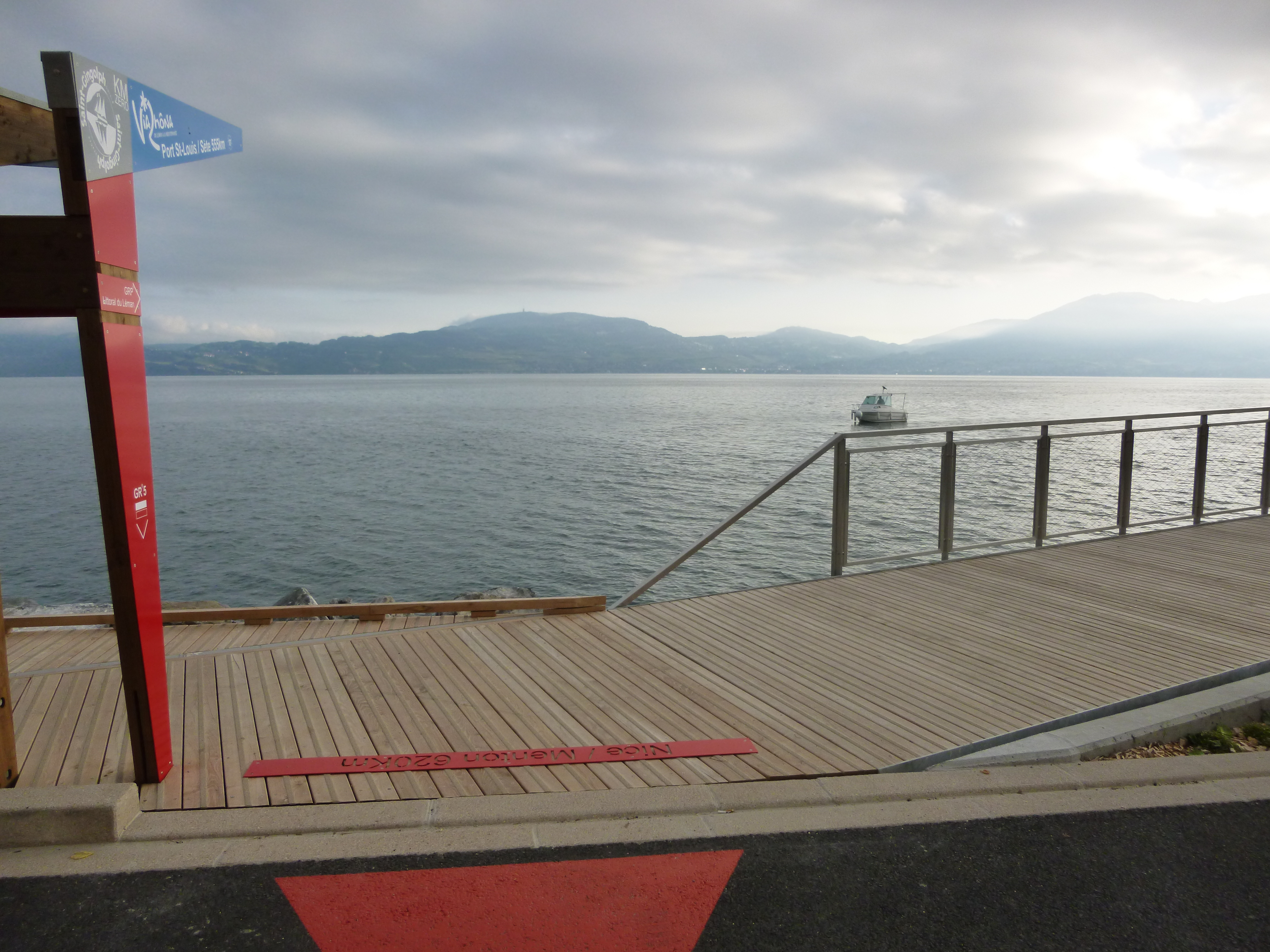
Indication de départ de la grande traversée des Alpes (GR 5) à Saint-Gingolph (Haute-Savoie)

La Grande traversée des Alpes (GTA) est un sentier de grande randonnée dans les Alpes françaises, de Saint-Gingolph à Nice, reliant ainsi le lac Léman à la mer Méditerranée. Il constitue un segment du sentier de grande randonnée 5 (GR5).

## Historique
La Grande traversée des Alpes a été créée au début des années 1970. Ce sentier a ensuite servi de modèle pour la création de son homologue italien, la Grande Traversata delle Alpi, également abrégé GTA.
Depuis 1999, la Via Alpina, réseau de sentiers de randonnée couvrant les huit pays alpins initialement subventionné par l'Union européenne, s'appuie, en France et en Italie, en bonne partie sur les tracés des GTA française et italienne pour revaloriser celles-ci à l'échelle internationale.
La GTA peut se parcourir à VTT moyennant de nombreux poussages et portages.

## Itinéraire
Ce sentier relie le lac Léman à la mer Méditerranée (à Nice) en traversant deux parcs nationaux — parcs de la Vanoise et du Mercantour —, quatre parcs régionaux — parcs du massif des Bauges, de Chartreuse, du Queyras et des Préalpes d’Azur — et six réserves naturelles. Il représente environ 600 km de marche et 30 000 m de dénivelé positif à parcourir en 36 étapes. Il monte jusqu'à 2 743 m près du sommet de la Tête de Viraysse (dans la commune de Larche).
- Le chemin « historique » part de Saint-Gingolph, au bord du Léman, sur la frontière avec la Suisse, pour rejoindre Novel et les chalets de Bise.
- Une variante plus citadine part de Thonon-les-Bains, passe par Armoy, Théry et rejoint également les chalets de Bise (étape conjointe avec le GR Balcon du Léman).
- Chalets de Bise - La Chapelle-d'Abondance, le sentier passe au pied des Cornettes de Bise par le pas de la Bosse puis descend dans le val d'Abondance.
- La Chapelle d'Abondance - col de Bassachaux, le sentier passe au pied du mont de Grange.
- Col de Bassachaux - Chardonnière, le sentier passe en Suisse dans le val d'Illiez en Valais après le col de Chésery puis repasse en Haute-Savoie par le col de Coux.
- Chardonnière - Samoëns, le GR5 croise l'itinéraire franco-suisse du tour des Dents Blanches.
- Samoëns - Chalets d'Anterne, l'itinéraire passe par la réserve naturelle nationale de Sixt-Passy et le cirque du Fer-à-Cheval
- Chalets d'Anterne - Refuge de Bel Lachat, l'itinéraire passe au pied des rochers de Fiz, par le col d'Anterne puis par Le Brévent. L'itinéraire est commun avec celui du Tour du Mont-Blanc jusqu'au col de la Croix du Bonhomme.
- Refuge de Bel Lachat - Les Houches, par la vallée de Chamonix
- Il se dirige ensuite vers le sud par Bourg-Saint-Maurice.
- Il passe par Val-d'Isère, le col de l'Iseran et rejoint Modane.
- Puis par Névache et Montgenèvre pour gagner Briançon.
- Villar-Saint-Pancrace, 8 km (à vol d'oiseau) dans le vallon des Ayes jusqu'au col du même nom à 2 477 m.
- Arvieux en dehors du chemin principal, à partir de là, une série de variantes traversent le Queyras).
- Château-Ville-Vieille, appelé aussi Château-Queyras, 8 km (à vol d'oiseau) dans le vallon de Bramousse jusqu'au col Fromage à 2 297 m.
- (Saint-Véran par une variante).
- Ceillac, 8 km (à vol d'oiseau) par le vallon du Melezet, puis vers le col de Giradin à 2 699 m.
- Saint-Paul-sur-Ubaye, à Maljasset (trois accueils-refuges) :
  - puis il descend le vallon de Maurin en longeant plus ou moins l'Ubaye et en passant par le typique hameau de Saint-Antoine jusqu'à la bifurcation du pont du Châtelet sur lequel il passe (plus de cent mètres de haut) ;
  - il remonte en lacets vers Fouillouse (hébergement) ;
  - en poursuivant le vallon il passe près du vaste fort souterrain de Plate Lombard ;
  - et monte au col du Vallonnet. Point de tangence du parcours avec la frontière italienne à seulement 1 km (col de Stroppia, val Maira, province de Cuneo, Piémont, refuge de Stroppia à 5 km).
- Larche, en traversant le vallon du Pinet, en passant au pied de la batterie de Viraysse, l'ouvrage fortifié le plus haut de France (1872-1914) à 2 772 m[2], qui domine le col de Larche[3] :
  - il rejoint le col de Mallemort à 2 558 m ;
  - il descend vers Larche (hébergement) ;
  - il remonte la vallée de l'Ubayette parallèlement à la route du col de Larche ;
  - il bifurque avant ce dernier pour prendre le vallon du Lauzanier, 8 km à vol d'oiseaux, jusqu'au col du pas de la Cavale 2 673 m.
- Il rejoint Saint-Dalmas-le-Selvage.
- Il rejoint Saint-Étienne-de-Tinée.
- Il rejoint Roure.
- Il rejoint Saint-Sauveur-sur-Tinée.
- Il rejoint Rimplas.
- Il rejoint Valdeblore appelé aussi Saint Dalmas de Valdeblore.
- Utelle.
- Levens.
- Castagniers.
- Aspremont.
- Saint-André-de-la-Roche.
- Il se termine à Nice.

## Records et performances
- En juillet 2014, Patrick Bernard est sans doute le premier vététiste à avoir parcouru la GTA intégrale (sens nord-sud), en trois semaines, sans recherche de performance[4].
- En 2021, Sébastien Raichon[5] a parcouru la GTA française (sens nord-sud), en 6 jours, 6 heures et 27 min, soit une moyenne de 100 km par jour[6],[7].
- En 2023, Louis-Philippe Loncke réalise la première traversée en totale autonomie et sans assistance, en moins de 24 jours (sens sud-nord)[8],[9],[10].